# Адольфо Перес Есківель
Адо́льфо Пе́рес Есківе́ль (ісп. Adolfo Pérez Esquivel, нар. 26 листопада 1931) — аргентинський скульптор, архітектор, письменник і правозахисник. Лауреат Нобелівської премії миру 1980 року за внесок у захист прав людини у Латинській Америці.

## Галерея робіт

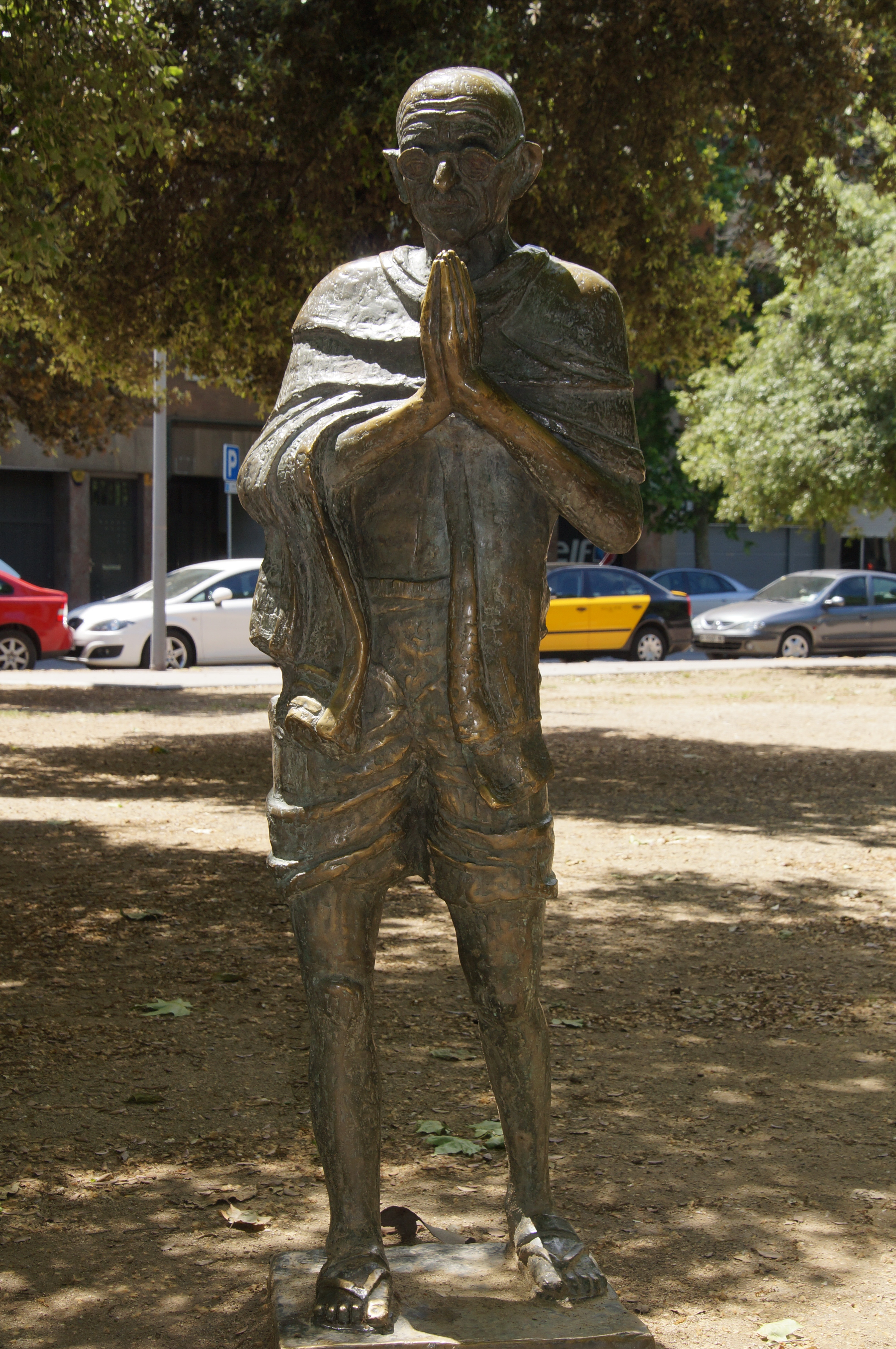
Пам'ятник Ганді (Барселона)
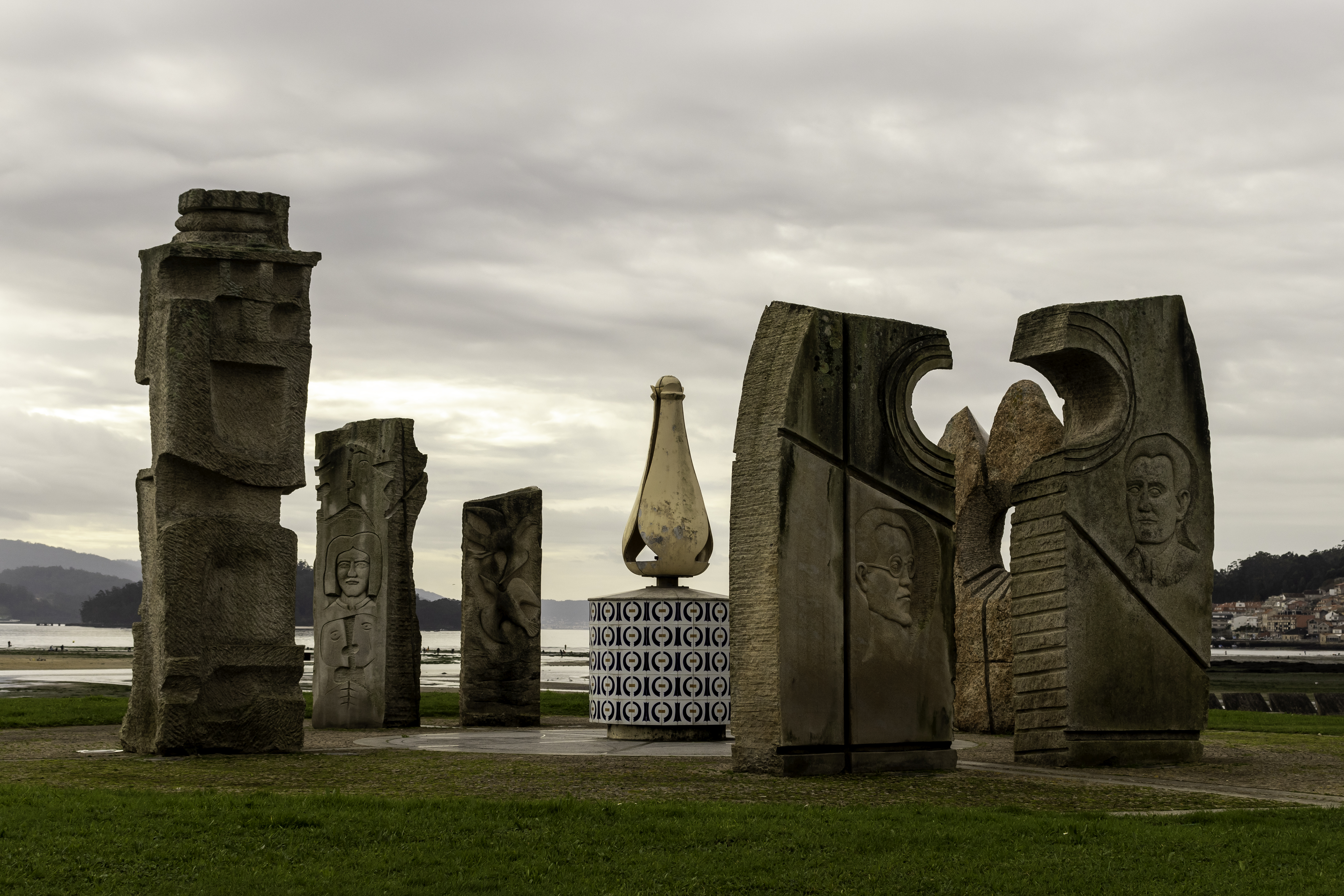
Скульптури у Парку Пам'яті (Пойо)